# Hypolepis lellingeri
Hypolepis lellingeri là một loài dương xỉ trong họ Dennstaedtiaceae. Loài này được A. Rojas mô tả khoa học đầu tiên năm 2001.